# Alkannasläktet
Alkanna är ett växtsläkte i familjen förgätmigejväxter (Boraginaceae).

## Arter (urval)
- A. amana Rech.f.
- A. angustifolia Sümbül
- A. areolata Boiss.
- A. attilae P.H.Davis
- A. aucheriana A.DC.
- A. auranitica Mouterde
- A. bracteosa Boiss.
- A. caliensis Heldr. ex Boiss.
- A. cappadocica Boiss. & Balansa
- A. confusa Sam. ex Rech.f.
- A. corcyrensis Hayek
- A. cordifolia K.Koch
- A. dumanii Sümbül
- A. frigida Boiss.
- A. froedinii Rech.f.
- A. galilaea Boiss.
- A. graeca Boiss. & Spruner
- A. haussknechtii Bornm.
- A. hirsutissima (Bertol.) A.DC.
- A. hispida Hub.-Mor.
- A. incana Boiss.
- A. jordanovii St.Kozhukharov
- A. kotschyana A.DC.
- A. leiocarpa Rech.f.
- A. leptophylla Rech.f.
- A. lutea A.DC.
- A. macrophylla Boiss. & Heldr.
- A. macrosiphon Boiss. & Heldr.
- A. maleolens Bornm.
- A. megacarpa A.DC.
- A. methanaea Hausskn.
- A. milliana Sümbül
- A. mughlae H.Duman, Güner
& Cagban
- A. noneiformis Griseb.
- A. oreodaxo Hub.-Mor.
- A. orientalis (L.) Boiss.
- A. pamphylica Hub.-Mor. & Reese
- A. pelia (Halácsy) Rech.f.
- A. phrygia Bornm.
- A. pinardi Boiss.
- A. pindicola Hausskn.
- A. prasinophylla Rech.f.
- A. primuliflora Griseb.
- A. pseudotinctoria Hub.-Mor.
- A. pulmonaria Griseb.
- A. punctulata Hub.-Mor.
- A. sandwithii Rech.f.
- A. sartoriana Boiss. & Heldr.
- A. saxicola Hub.-Mor.
- A. scardica Griseb.
- A. shattuckia Post
- A. sieberi A.DC.
- A. sieheana Rech.f.
- A. stojanovii St.Kozhukharov
- A. stribrnyi Velen.
- A. strigosa Boiss. & Hohen.
- A. syriaca (Boiss. & Hohen.) Boiss.
- A. tinctoria (L.) Tausch
- A. trichophila Hub.-Mor.
- A. tubulosa Boiss.
- A. verecunda Hub.-Mor.
- A. viscidula Boiss.